# Let snů LILI

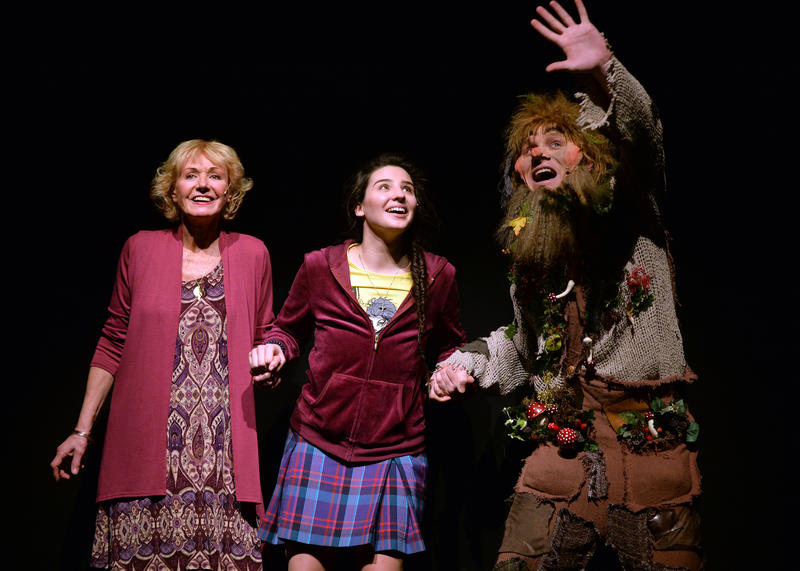
J. Gazdíková, K.M. Fialová a L. Janota

Let snů LILI je nizozemský muzikál, který byl od 9. října 2011 do 9. dubna 2012 uváděn v zábavním parku Efteling. Autorem hudby je německý hudební skladatel Martin Lingnau a autory textu jsou Jurrian van Dongen a Koen van Dijk.

## Děj
Patnáctiletá dívka jménem Lili tráví víkend u své babičky Amyry, protože její rodiče mají hodně pracovních povinností. S rodiči se ani nerozloučí, protože nemá ráda, jak se pořád hádají. Spolu s babičkou si vždy kreslily knihu plnou příběhů o elfech a trollech. Ale nyní si Lili myslí, že už je na nějaké povídačky a fantazii moc velká. Amyra ji však vyvede z omylu tím, že když se dívka na chvíli natáhne při čekaní na svačinu, najednou se pokojík začíná rozpadat. Lili se přenese spolu s babičkou do kouzelného světa elfů a trollů. Potkávají uvězněného trolla Nemotoruse, kterého osvobodí se zajetí podivnou rostlinou a dozvídají se od něho, že je elfí svět v ohrožení, protože jednak lidé přestávají věřit na kouzelné bytosti a také trollí velitel Fůrius hodlá zničit celou elfí říši. Babička se se svou vnučkou tedy vydává na dobrodružnou pouť za elfím vládcem Oberonem a jeho ženou Titánií.

## Verze Městského divadla Brno
Jako první divadlo v České republice uvedlo tento muzikál Městské divadlo Brno. Představení je pojato jako rodinný muzikál. Trvá dvě hodiny a třicet minut s jednou dvacetiminutovou přestávkou. V Brně si muzikál sami přeložili. Většina rolí je alternovaná, kromě postavy babičky Amyry, kterou hraje pouze Jana Gazdíková, která je v některých recenzích pro nedostatečný pěvecký výkon.

### Obsazení hlavních rolí
| Kateřina Marie Fialová, Natálie Grossová nebo Pamela Soukupová | Lili          |
| Jana Gazdíková                                                 | babička Amyra |
| Jana Musilová nebo Alena Antalová                              | Tanja/Titanie |
| Petr Gazdík, Igor Ondříček nebo Milan Němec                    | Robert/Oberon |
| Jakub Uličník nebo Lukáš Janota                                | Nemotorus     |
| Lukáš Vlček nebo Jan Apolenář                                  | Fůrius        |
| Karel Škarka nebo Jiří Mach                                    | Netopýrus     |